# Leopolda Leskovec
Leopolda Leskovec, slovenska pesnica in pripovednica, * 2. november 1894, Idrija, † 8. maj, 1961, Idrija.

## Življenje in delo
Rodila se je  očetu rudarju Leopoldu in materi Antoniji (rojeni Šinkovec). Bila je najstarejša izmed sedmih otrok, leta 1915 je maturirala na uršulinskem učiteljišču v Škofji Loki. Poučevala je na Vojskem, v Spodnji Idriji in na Ledinah. Med fašizmom so jo premestili v notranjost Italije (Torrita di Siena). Od 1943 je živela v Idriji.
Pesmi je objavljala v mladinski reviji Novi rod (1922, 1924–26), v tržaški ženski reviji Ženski svet (1923–25, 1927–29, 1932), v revijah Jugoslovenče (1934–35) in Naš glas (1928). Njene kratke pesmi so na temo iskrenih ljubečih odnosov med preprostimi ljudmi. Oblika in vsebina spominjata na ljudsko poezijo. Poskusila se je tudi v prozi, večinoma je pisala o tematiki zaljubljenosti mladih deklet.